# 셰이크 티오테
셰이크 이스마엘 티오테(프랑스어: Cheick Ismael Tioté, 프랑스어 발음: [ʃɛik ismaɛl tjote], 1986년 6월 21일 ~ 2017년 6월 5일)는 코트디부아르의 전직 축구 선수로 FC 트벤터, 뉴캐슬 유나이티드 등에서 활약한 것은 물론 코트디부아르 국가대표팀의 일원으로도 뛰기도 했다.

## 프로 입단 전
1986년 6월 21일 코트디부아르의 수도 야무수크로에서 태어나 선수 활동 전 맨발로 길거리 축구를 즐겼고 1998년부터 2005년까지 자국의 하부 리그팀인 FC 비보 유스팀에서 활동했다.

## 클럽 경력

### RSC 안데를레흐트
2005년 벨기에 프로 리그의 RSC 안데를레흐트에 스카우트된 뒤 베르브로에데링 헬과의 2005-06 시즌 벨기에 컵 32강전 경기에서 프로 데뷔전을 치렀고 이후 팀의 리그 2연속 우승을 경험하긴 했지만 2006-07 시즌까지 공식전 6경기 출전에 그쳤다.

### 로다 JC
안데를레흐트에서 좀처럼 출전 기회를 얻지 못하면서 결국 2007-08 시즌을 앞두고 네덜란드 에레디비시의 로다 JC로 임대 이적하여 26경기 2골을 기록하며 2008-09년 UEFA 유로파리그 예선 1라운드 진출권 플레이오프행에 일조했다.

### FC 트벤터
로다 JC에서의 임대 생활을 마친 후 2008-09 시즌을 앞두고 같은 에레디비시 소속팀인 FC 트벤터로 이적 후 2010-11 시즌 여름 이적 시장 전까지 주로 교체 멤버로서 공식전 86경기 1골을 기록하며 트벤터의 2008-09 시즌 에레디비시와 KNVB컵 준우승, 2009-10 시즌 트벤터 구단 역사상 첫 에레디비시 우승의 주역으로 활약했으며 2008-09년 UEFA 챔피언스리그, 2008-09년 UEFA 유로파리그, 2009-10년 UEFA 챔피언스리그, 2009-10년 UEFA 유로파리그 등 유럽 클럽 대항전에도 22경기에 출전하며 2009-10년 유로파리그 32강 진출에 공헌했다.

### 뉴캐슬 유나이티드
2010-11 시즌 여름 이적 시장에서 약 50억원의 이적료로 잉글랜드 프리미어리그 뉴캐슬 유나이티드의 유니폼으로 갈아입은 후 2015-16 시즌까지 6시즌동안 뉴캐슬 소속으로 공식전 153경기에 출전하며 뉴캐슬의 8년만의 유로파리그 8강 진출에 공헌했다.
다만 2011-12 시즌 들어 차량 불법 개조, 면허증 위조 등의 사건들에 연루되었고 설상가상으로 2012-13 시즌에서는 공격력이 눈에 띄게 떨어지는 모습까지 고스란히 드러내면서 본인은 물론 팀으로서도 암울한 시즌을 보내야만 했다.
그리고 2014-15 시즌에서도 내내 좋은 모습을 보여주지 못하다가 2015년 아프리카 네이션스컵에서 입은 부상으로 인해 시즌 아웃되는 아픔을 겪었고 2015-16 시즌에서도 부상의 여파로 주전 자리를 빼앗긴 것은 물론 2016-17 시즌에서는 라파엘 베니테즈 감독 부임 이후 전력 외 판정을 받으며 벤치를 지키는 일들이 많아지면서 결국 2016-17 시즌 겨울 이적 시장을 앞두고 뉴캐슬 유나이티드와의 계약을 해지했다.

### 베이징 베이티다
2017 시즌을 앞두고 2015년 중국 FA컵에서 4강의 돌풍을 일으켰던 중국 갑급리그의 베이징 베이티다와 2년 계약을 맺고 리그 11경기를 소화했으나 이후 팀 훈련 도중 갑자기 심장마비로 쓰러졌고 결국 자신의 31번째 생일을 불과 16일 앞두던 2017년 6월 5일 향년 30세를 일기로 요절했으며 이 소식은 뉴캐슬 시절을 기억하던 EPL 팬들은 물론 뉴캐슬 전 동료들에게도 큰 충격을 안겨주고 말았다.

## 국가대표팀 경력

### 코트디부아르 A대표팀
2009년 8월 12일 북아프리카의 강호 튀니지와의 친선 경기에서 코트디부아르 A대표팀 소속으로 국제 A매치 첫 경기를 치렀고 이후 이듬해에 열린 2010년 아프리카 네이션스컵 본선 엔트리에 합류했다.
그 후 FC 트벤터에서의 활약을 바탕으로 같은 해에 열린 2010년 FIFA 월드컵 코트디부아르 대표팀 23인 엔트리에 이름을 올렸으나 팀은 2006년에 이어 2회 연속 월드컵 본선 조별리그 탈락의 아픔을 맛보았고 2년 뒤에 열린 2012년 아프리카 네이션스컵 본선에도 출전하여 6년만의 아프리카 네이션스컵 결승 진출을 이끌었지만 팀은 결승에서 당시 한수 아래의 잠비아와 승부차기까지 가는 접전 끝에 7-8로 석패하며 아쉽게 우승의 문턱에서 고개를 숙였다.
그리고 2013년 아프리카 네이션스컵과 2014년 FIFA 월드컵에도 참가했으나 두 대회 모두 이렇다할 성과를 거두지 못했고 2015년 아프리카 네이션스컵에서도 코트디부아르의 23년만의 아프리카 네이션스컵 우승을 맛보았지만 말리와의 D조 조별리그 2차전에서 불의의 부상을 당하면서 2차전 이후 1경기도 뛰지 못했으며 결국 이 부상은 2014-15 시즌 도중 시즌 아웃되는 결과로 이어졌다.

## 사망 이후
2017년 6월 7일 갑작스러운 사망 소식이 알려진 뒤 뉴캐슬 시절 티오테의 팀 동료이자 당시 중국 슈퍼리그 산둥 타이산 소속 공격수인 전 세네갈 대표팀 출신 파피스 시세가 티오테를 추모하기 위한 골 세리머니를 선보이며 화제를 모았고 그 사고 이후 베이징 베이티다 구단 측에서는 같은 사고 방지와 추모를 위해 당시 그의 등번호였던 24번을 영구 결번으로 지정했으나 팀은 그로부터 약 6년 뒤인 2023년 3월 29일 해체 수순을 밟았다.

## 일화
그의 영문 이름 철자는 가끔 'Cheik'로 잘못 표기되는 일도 있었는데 뉴캐슬 이브닝 크로니클지를 통해 그의 영문 철자는 'Cheick'로 표기되었다.

## 수상

### 클럽
RSC 안데를레흐트
- 벨기에 프로 리그 : 우승 (2005-06, 2006-07)
- 벨기에 슈퍼컵 : 우승 (2006)

 FC 트벤터
- 에레디비시 : 우승 (2009-10), 준우승 (2008-09)
- KNVB컵 : 준우승 (2008-09)
- 요한 크라위프 스할 : 우승 (2010)

### 국가대표팀
코트디부아르
- 아프리카 네이션스컵 : 우승 (2015), 준우승 (2012)